# Mandela National Stadium
Das Mandela National Stadium, oft auch als Namboole Stadium bezeichnet, ist ein Mehrzweckstadion in Bweyogerere, einem Stadtbezirk von Kira Town, zwölf Kilometer östlich vom Zentrum der ugandischen Hauptstadt Kampala entfernt. Überwiegend wird es für Fußballspiele genutzt. 45.202 Zuschauer finden Platz. Der Bau wurde von der Volksrepublik China mit 36 Mio. US-$ gefördert.
Ursprünglich war das Stadion nach den umliegenden Bergen Namboole Stadium benannt worden. Später erfolgte eine Umbenennung zu Ehren Nelson Mandelas. Mit einem Konzert des südafrikanischen Musikers Lucky Dube wurde die Anlage 1997 eröffnet.